# Der alte Bär
Der alte Bär (englischer Originaltitel Old Bear) ist das erste einer Reihe von Bilderbüchern über einen alten Teddybären und seine Freunde von der britischen Kinderbuchautorin und Illustratorin Jane Hissey aus dem Jahr 1986. Die deutsche Erstausgabe erschien 1986 beim Lappan Verlag.

## Inhalt
Die beiden Teddybären Bramwell Brown und Little Bear sowie der Kuschelhase Rabbit und die Spielzeugente Duck erinnern sich daran, dass ihr Freund, der alte Teddybär Old Bear, vor einiger Zeit zu seiner eigenen Sicherheit auf dem Dachboden verstaut wurde, weil die Kinder zu wild mit ihm gespielt hatten. Mittlerweile sind die Kinder älter geworden und so beschließen Bramwell Brown und seine Freunde, den alten Teddybären von seinem einsamen Los am Dachboden zu befreien. Dazu müssen sie allerdings einen Weg finden, ohne Leiter dorthin zu gelangen. Mehrere Versuche mittels Bauklotzturm, Hüpfen am Bett, einer Kuscheltierpyramide oder über den Umweg einer größeren Pflanze scheitern. Doch schließlich gelingt es, mit einem Modellflugzeug die Luke zum Dachboden zu erreichen. Old Bear ist hocherfreut über seine Befreiung. Zwei Taschentücher werden zu Fallschirmen umfunktioniert und Little Bear und Old Bear gleiten sanft nach unten, wo sie von den restlichen Kuscheltieren freudigst willkommen geheißen werden.

## Kritik
Helen Jones schreibt in ihrer Rezension: „Der alte Bär und seine Freunde kommen in einer Reihe von Geschichten der Autorin vor. In ihren Abenteuern geht es um die Art von Aktivitäten, die kleine Kinder lieben: Sich gegenseitig helfen, Spiele spielen, Geburtstage feiern, Theaterstücke aufführen oder zelten […] Hissey erstellt ihre Illustrationen langsam und sorgfältig mit Bleistift und Buntstiften und wählt ihre Figuren nach ihrer Beschaffenheit aus. Sie verwendet echte Spielzeuge – von denen sie einige als Kind hatte –, um eine bezaubernde Welt für Kinder unter fünf Jahren zu schaffen.“ Virginia Opocenskys Rezension fällt weniger euphorisch aus: „Die Possen sind leicht humorvoll und die Misserfolge durchaus nachvollziehbar, aber die Geschichte ist eher schwach. Greifen Sie lieber zu The Velveteen Rabbit für Freundschaften im Kinderzimmer oder die Paddington-Serie für eine glaubwürdigere (und lustigere) Fantasie.“

## Referenzen
Das Bilderbuch wird in dem literarischen Nachschlagewerk 1001 Kinder- und Jugendbücher – Lies uns, bevor Du erwachsen bist! für die Altersstufe 3+ Jahre empfohlen. Das Buch ist außerdem in der Anthologie The Hutchinson Treasury of Children’s Literature enthalten.

## Ausgaben
- Old Bear. Hutchinson, UK 1986.
- Der alte Bär. Lappan Verlag, Deutschland 1986.

## Verfilmung
- Old Bear Stories, 1993–1997, preisgekrönte animierte Fernsehserie mit 41 Episoden